# Lista obiektowych systemów zarządzania bazami danych
Lista obiektowych systemów zarządzania bazami danych
- Caché
- Cerebrum
- ConceptBase
- Db4o
- eXtremeDB
- Facets (dawniej znana jako GemStone-J)
- Gemstone Database Management System
- Generic Object Oriented Database System (GOODS)
- Haley Systems
- JADE
- Jasmine Object Database
- JDOInstruments
- JODB (Java Objects Database)
- Magma Object Database
- MyOODB
- ObjectDB
- Objectivity/DB
- ObjectStore
- Orient ODBMS (oprogramowanie)
- Ozone Database Project
- Perst
- Statice
- Versant Object Database
- Zope Object Database